# Кудрявое (Сумская область)
Кудрявое (укр. Кудряве) — село в Чернетчинской сельской общине Ахтырского района Сумской области Украины.
Код КОАТУУ — 5920381204. Население по переписи 2001 года составляет 640 человек.

## Географическое положение
Село Кудрявое находится на берегу реки Ахтырка, недалеко от её истоков,
ниже по течению примыкает село Весёлый Гай.
Рядом проходит автомобильная дорога Т-2106.

## Экономика
- Молочно-товарная ферма.
- Областная специализированная психиатрическая больница № 2.

## Объекты социальной сферы
- Школа.
- Больница.